# نيمانيا ميليسافليفيتش
نيمانيا ميليسافليفيتش (بالصربية: stojkovic piksi dragomir)‏ هو لاعب كرة قدم صربي في مركز الوسط، ولد في 1 نوفمبر 1984 في بروس في صربيا. شارك مع منتخب صربيا تحت 19 سنة لكرة القدم. أما مع النوادي، فقد لعب مع رابيد بوخارست وراد بيوغراد ورادنيتشكي نيش وسسكا صوفيا ولودوغورتس رازغراد ونادي أو إف كيه بيوغراد ونادي بيروي ستارا زاغورا ونادي رابوتنيتشكي ونادي فاردار ونادي فاسلوي.

## وصلات خارجية
- نيمانيا ميليسافليفيتش على موقع الاتحاد الأوربي (الإنجليزية)
- نيمانيا ميليسافليفيتش على موقع قاعدة بيانات كرة القدم.إي يو (الإنجليزية)
- نيمانيا ميليسافليفيتش على موقع Soccerbase.com (لاعب) (الإنجليزية)
- نيمانيا ميليسافليفيتش على موقع Soccerway.com (الإنجليزية)
- نيمانيا ميليسافليفيتش على موقع عالم كرة القدم.نت (الإنجليزية)